# Prix Jockey
Pour les articles homonymes, voir Jockey (homonymie).
Le Prix Jockey est une course hippique de trot attelé se déroulant fin août ou début septembre sur l'hippodrome de Vincennes (en août avant 2022).
C'est une course de Groupe II, internationale, réservée aux chevaux de 5 ans, hongres exclus, ayant gagné au moins 45 000 €.  
Cette course préparatoire au Critérium des 5 ans se dispute sur la distance de 2 700 mètres (grande piste), départ volté. L'allocation s'élève à 120 000 €, dont 54 000 € pour le vainqueur.
D'abord ouverte aux 4 et 5 ans, l'épreuve est créée en 1925,. Ouverte également aux 6 ans à partir de 1928, elle devient une course pour chevaux plus âgés à partir de 1932 puis est réservée aux seuls 4 ans de 1937 à la Seconde Guerre mondiale. C'est à partir de 1942 qu'elle devient réservée aux 5 ans. La course honore le trotteur français Jockey qui réalisa sa carrière de course en France et devint un étalon renommé en Italie.
L'édition 2023 marque les observateurs par la prestation d'Idao de Tillard qui remporte l'épreuve, malgré un départ raté et une course rapide de ses concurrents l'obligeant à subir la course à la dernière place jusqu'à la sortie du dernier tournant dans lequel son sulky s'accroche à celui d'un adversaire, en battant le record kilométrique des 2 700 mètres détenu par Face Time Bourbon, et de plus d'une seconde celui de l'épreuve.

## Palmarès depuis 1972
| Année | Vainqueur          | Pays     | Père             | Driver                | Entraîneur            | Distance | Réd.km |
| ----- | ------------------ | -------- | ---------------- | --------------------- | --------------------- | -------- | ------ |
| 2024  | Jushua Tree        | France   | Bold Eagle       | Jean-Michel Bazire    | Jean-Michel Bazire    | 2 700 m  | 1'12"2 |
| 2023  | Idao de Tillard    | France   | Sévérino         | Clément Duvaldestin   | Thierry Duvaldestin   | 2 700 m  | 1'10"7 |
| 2022  | Hooker Berry       | France   | Booster Winner   | Nicolas Bazire        | Jean-Michel Bazire    | 2 700 m  | 1'12"7 |
| 2021  | Gelati Cut         | France   | Coktail Jet      | Gabriele Gelormini    | Romain-C. Larue       | 2 700 m  | 1'12"4 |
| 2020  | Flèche du Yucca    | France   | Prodigious       | Jean-Philippe Dubois  | Philippe Moulin       | 2 700 m  | 1'12"9 |
| 2019  | Énino du Pommereux | France   | Coktail Jet      | Matthieu Abrivard     | Sylvain Roger         | 2 700 m  | 1'12"9 |
| 2018  | Délia du Pommereux | France   | Niky             | Franck Nivard         | Sylvain Roger         | 2 700 m  | 1'13"4 |
| 2017  | Carat Williams     | France   | Prodigious       | David Thomain         | Sébastien Guarato     | 2 700 m  | 1'12"5 |
| 2016  | Bold Eagle         | France   | Ready Cash       | Franck Nivard         | Sébastien Guarato     | 2 700 m  | 1'13"8 |
| 2015  | Amiral Sacha       | France   | Ganymède         | Gabriele Gelormini    | Florent Lamarre       | 2 700 m  | 1'12"  |
| 2014  | Viking de Val      | France   | Baccarat du Pont | Éric Lambertz         | Éric Lambertz         | 2 700 m  | 1'14"3 |
| 2013  | Un Mec d'Héripré   | France   | Orlando Vici     | Jean-Michel Bazire    | Fabrice Souloy        | 2 700 m  | 1'13"7 |
| 2012  | Tiégo d'Étang      | France   | Chaillot         | Christian Bigeon      | Christian Bigeon      | 2 700 m  | 1'13"2 |
| 2011  | Son Alezan         | France   | First de Retz    | Dominik Locqueneux    | Franck Leblanc        | 2 700 m  | 1'13"1 |
| 2010  | Roc Meslois        | France   | Look de Star     | Pierre Belloche       | Pierre Belloche       | 2 700 m  | 1'13"2 |
| 2009  | Qualmio de Vandel  | France   | Gobernador       | Thierry Duvaldestin   | Thierry Duvaldestin   | 2 700 m  | 1'12"9 |
| 2008  | Première Steed     | France   | Workaholic       | Jean-Michel Bazire    | Fabrice Souloy        | 2 700 m  | 1'13"6 |
| 2007  | Ozio Royal         | France   | Cézio Josselyn   | Jean-Michel Bazire    | Jean-Michel Bazire    | 2 700 m  | 1'14"4 |
| 2006  | Nahar de Beval     | France   | Ganymède         | Dominik Locqueneux    | Jan Kruithof          | 2 700 m  | 1'13"7 |
| 2005  | Derrick di Jesolo  | Italie   | Armbro Goal      | Jos Verbeeck          | Eric Bondo            | 2 175 m  | 1'12"3 |
| 2004  | Love You           | France   | Coktail Jet      | Jean-Pierre Dubois    | Jean-Pierre Dubois    | 2 175 m  | 1'12"2 |
| 2003  | Kiwi               | France   | Coktail Jet      | Jos Verbeeck          | Fabrice Souloy        | 2 175 m  | 1'14"  |
| 2002  | Royal Gull         | Suède    | Alf Palema       | Jos Verbeeck          | Jan Kruithof          | 2 175 m  | 1'14"7 |
| 2001  | Ipson de Mormal    | France   | Biesolo          | Ulf Nordin            | Ulf Nordin            | 2 175 m  | 1'12"3 |
| 2000  | Hasting            | France   | Buvetier d'Aunou | Pierre Levesque       | Jean-François Popot   | 2 175 m  | 1'15"1 |
| 1999  | Gai d'Hautmonière  | France   | Nicos du Vivier  | Jean-Michel Bazire    | Jean-Michel Bazire    | 2 175 m  | 1'14"7 |
| 1998  | Fabuleuse Véa      | France   | Moktar           | Jos Verbeeck          | Jean-Luc Dersoir      | 2 175 m  | 1'14"3 |
| 1997  | Écho               | France   | Qlorest du Viver | Jean-Étienne Dubois   | Jean-Étienne Dubois   | 2 175 m  | 1'12"8 |
| 1996  | Huxtable Hornline  | Suède    | Sherwood         | Anders Lindqvist      | Lars Ove Larsson      | 2 175 m  | 1'15"6 |
| 1995  | Coktail Jet        | France   | Quouky Williams  | Jean-Étienne Dubois   | Jean-Étienne Dubois   | 2 175 m  | 1'13"8 |
| 1994  | Bahama             | France   | Quito de Talonay | Jean-Étienne Dubois   | Jean-Pierre Dubois    | 2 175 m  | 1'16"2 |
| 1993  | Arnaqueur          | France   | Fakir du Vivier  | Karim Hawas           | Ali Hawas             | 2 175 m  | 1'15"2 |
| 1992  | Vizir de Retz      | France   | Florestan        | Jean-Étienne Dubois   | Jean-Étienne Dubois   | 2 275 m  | 1'16"3 |
| 1991  | Ursulo de Crouay   | France   | Mivus            | Joël Hallais          | Joël Hallais          | 2 300 m  | 1'14"8 |
| 1990  | Ténor de Baune     | France   | Le Loir          | Jean-Baptiste Bossuet | Jean-Baptiste Bossuet | 2 100 m  | 1'15"3 |
| 1989  | Sébrazac           | France   | Ejakval          | Michel Roussel        | Jean-Lou Peupion      | 2 300 m  | 1'16"3 |
| 1988  | Renoso             | France   | Buffet II        | Paul Viel             | Paul Viel             | 2 100 m  | 1'15"4 |
| 1987  | Quito de Talonay   | France   | Florestan        | Michel-Marcel Gougeon | Jack de Bellaigue     | 2 100 m  | 1'16"1 |
| 1986  | Pan de la Vaudère  | France   | Ruy Blas IV      | Jean-Claude Hallais   | Louis Decaudin        | 2 100 m  | 1'14"5 |
| 1985  | Ourasi             | France   | Greyhound        | Jean-René Gougeon     | Jean-René Gougeon     | 2 325 m  | 1'16"1 |
| 1984  | Noble Atout        | France   | Ura              | Jan Kruithof          | Jan Kruithof          | 2 300 m  | 1'16"5 |
| 1983  | Ejnar Vogt         | Danemark | Frosty Hanover   | Ulf Nordin            | Ulf Nordin            | 2 250 m  | 1'17"5 |
| 1982  | Lurabo             | France   | Ura              | Michel-Marcel Gougeon | Jean-Lou Peupion      | 2 250 m  | 1'17"6 |
| 1981  | Kaprius            | France   | Corlay           | Alain Laurent         | Alain Laurent         | 2 250 m  | 1'17"9 |
| 1980  | Jiosco             | France   | Quioco           | Jean-René Gougeon     | Jean-René Gougeon     | 2 250 m  | 1'18"1 |
| 1979  | Idéal du Gazeau    | France   | Alexis III       | Eugène Lefèvre        | Eugène Lefèvre        | 2 275 m  | 1'16"6 |
| 1978  | High Echelon       | France   | Patara           | Jean-Pierre Dubois    | Jean-Pierre Dubois    | 2 250 m  | 1'18"4 |
| 1977  | Girl Blanche       | France   | Seddouk          | Gérard Mascle         |                       | 2 250 m  | 1'18"8 |
| 1976  | Fakir du Vivier    | France   | Sabi Pas         |                       |                       |          |        |
| 1975  | Équiléo            | France   | Paléo            | Bernard Froger        |                       | 2 350 m  | 1'18"4 |
| 1974  | Damarète           | France   | Kerjacques       | Pierre-Louis Marie    |                       | 2 350 m  | 1'19"9 |
| 1973  | Casdar             | France   | Mirsouko         | Jean-Claude Hallais   |                       | 2 350 m  | 1'19"2 |
| 1972  | Buffet II          | France   | Nonant le Pin    | Louis Hanse           |                       | 2 350 m  | 1'17"4 |
| 1971  | Amyot              | France   | Garde Moi        | Michel-Marcel Gougeon |                       | 2 350 m  | 1'18"  |
| 1970  | Vanina B           | France   | Carioca II       | Jean-René Gougeon     |                       | 2 350 m  | 1'18"4 |
| 1969  | Urielle            | France   | Hernani II       | Laurent Della Roca    |                       | 2 350 m  | 1'19"3 |
| 1968  | Tony M             | France   | Horus L          | Roman Krüger          |                       | 2 350 m  | 1'20"3 |
| 1967  | Seigneur           | France   | Vermont          | Michel-Marcel Gougeon |                       | 2 350 m  | 1'19"7 |
| 1966  | Roquépine          | France   | Athus II         | Henri Levesque        |                       | 2 350 m  | 1'18"3 |

## Sources
- Pour les conditions de course et les dernières années du palmarès : site de la SETF
- Pour les courses plus anciennes : archives des quotidiens  (Ouest-France, Sud-Ouest…)